# Lilium superbum

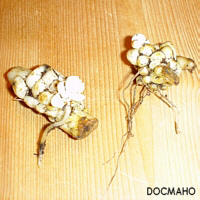
Zwiebeln

Lilium superbum ist eine Art aus der Gattung der Lilien (Lilium) in der amerikanischen Sektion.

## Beschreibung
Lilium superbum ist eine mehrjährige krautige Pflanze, sie kann eine Wuchshöhe von 80 cm bis 300 cm erreichen. Die Zwiebeln sind klein und rund, sie bestehen aus weißen Schuppen und bilden Ausläufer.
Der Stängel ist hart, gerade und rötlich überlaufen. Die lanzettlichen Laubblätter können bis zu 18 cm lang und 3 cm breit werden, sie sind in mehreren Quirlen um den Stängel angeordnet.
Sie blüht von Juli bis September in nach unten hängenden Rispen mit bis zu über 40 Blüten. Die zwittrigen Blüten duften nicht und haben einen Durchmesser von bis zu 6 cm. Die sechs zurückgebogenen Blütenhüllblätter, es sind drei Kron- und drei Kelchblätter, sehen sich aber sehr ähnlich und sind bis zu 9 cm lang. Die Farbe der Blüten variiert von gelb über orange bis rot, dichtübersät mit dunklen braunen Punkten, mit einem grünen Stern in der Mitte der Blüte. Dieser Stern ist ein sicheres Unterscheidungsmerkmal zur Tiger-Lilie (Lilium lancifolium), die Lilium superbum ansonsten sehr ähnlich ist. Die Filamente sind gelblich-weiß, die Antheren und Pollen braun. Die Samen reifen von September bis Oktober und keimen verzögert-hypogäisch nach einem warm-kalt-warm Zyklus (Herbst-Winter-Frühling), in dem jede Periode etwa zwei Monate lang ist.

## Verbreitung
Verbreitungsgebiet sind vor allem die Appalachen, sie wird jedoch auch sehr vereinzelt im gesamten Gebiet von New Hampshire im Norden bis zur Grenze von Florida im Süden gefunden, die Westgrenze bilden Arkansas und Minnesota.
Lilium superbum kommt nur in feuchten Gebieten vor, bevorzugt in nassen Wiesen oder feuchten Waldstücken. Der Boden muss ganzjährig beschattet sein.

## Systematik
Sie ist die nächste Verwandte von Lilium pyrophilum und nah verwandt mit Lilium michauxii und Lilium iridollae.

## Verwendung
Lilium superbum ist in den USA häufig in Kultur, wahrscheinlich gibt es inzwischen weit mehr kultivierte Exemplare als wilde.
Die Cherokee-Indianer haben in Hungersnöten die Zwiebeln der Lilie zu Mehl gemahlen, oder gekochte Lilien-Zwiebeln konsumiert.